# Eugène Christophe
Eugène Christophe (22. januar 1885 – 1. februar 1970) var en fransk cykelrytter.
I 1913 brækkede han sin forgaffel på nedkørslen fra Col du Tourmalet på 6. etape i Tour de France. Efter de da gældende regler måtte man selv klare tekniske problemer, og Christophe løb derfor med cyklen over skuldren de godt 10 kilometer ned til landsbyen Saint-Marie-de-Campan. Her fik han af smeden Lecomte lov at låne dennes smedje, så han kunne reperare forgaflen. Smeden måtte kun rådgive for ikke at bryde reglerne, men Christophe var nødt til at lade en dreng, Corni, passe essens blæsebælg. Også selvom han vidste, at de nu tilstedeværende repræsentanter for de andre cykelhold og løbskommissærer kunne protestere på det grundlag.
Christophe var da uheldet skete reelt i front af løbet, da rytteren foran ham i det samlede klassement, Defraye, havde opgivet tidligere på etapen, da han indså, at han var kommet to timer bagefter en gruppe med Christophe. Da uheldet skete var han også i front af etapen med fem-seks minutter. Efter tre timers arbejde var forgaflen omsider reperaret. Ivrig efter at komme af sted og afslutte etapen indenfor tidsgrænsen, der lå fire timer ude i fremtiden, blev han dog nødt til at vente 10 minutter. Det var tidsstraffen for at have ladet drengen betjene blæsebælgen. Efter etapen blev den dog reduceret til tre minutter.
Som den 29. rytter den dag krydsede Christophe målstregen, tre timer, 50 minutter og 14 sekunder efter vinderen. 15 andre ryttere kom først ind efter Christophe! Uheldet forhindrede dog Christophe i at vinde Tour de France samlet og han endte på en 7. plads, 14 timer, 6 minutter og 35 sekunder efter vinderen.
Smedjen er siden gjort til et national mindesmærke og museum.
Christophe var den første rytter, der kørte iført den gule trøje i Tour de France. Det skete under touren i 1919, hvor den gule trøje på løbets førende rytter blev indført.